# Spoon River Anthology (Masters)

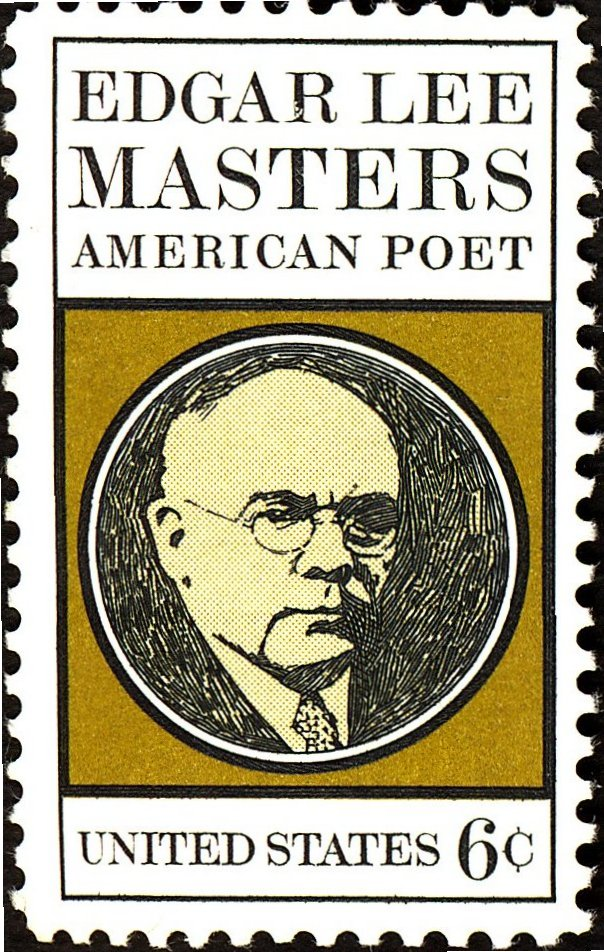
Edgar Lee Masters na amerykańskim znaczku pocztowym

Spoon River Anthology – tom wierszy amerykańskiego poety Edgara Lee Mastersa, będący jego najsławniejszym dziełem, kilkakrotnie tłumaczonym na język polski, między innymi jako Umarli ze Spoon River. Książka stanowi zbiór monologów dramatycznych (w stylu Alfreda Tennysona i Roberta Browninga) wypowiadanych przez osoby nieżyjące. Została opublikowana w 1915. Zawiera 245 tekstów. Zmarli, którzy mogą się już nie obawiać o konsekwencje swoich wypowiedzi, mogą również pozwolić sobie na szczerość. Mówią przeważnie o swoim zmarnowanym życiu, niespełnionych marzeniach i niezrealizowanych planach. Spoon River jest fikcyjnym miastem ulokowanym w stanie Illinois. Zbiór był początkowo kontrowersyjny, ponieważ ukazywał prawdziwy, a dotąd ukrywany obraz małych miasteczek amerykańskich i ich obywateli, którzy w ujęciu Mastersa wcale nie byli tak moralni jak tego od nich oczekiwano. Po latach stał się jedną z najważniejszych książek poetyckich w dwudziestowiecznej literaturze amerykańskiej. Monologi są napisane wierszem wolnym. W 1963 cykl Mastersa został zaadaptowany na potrzeby teatru i wystawiony na Broadwayu. 
Zobacz też: Umarli ze Spoon River (spektakl)